# Anton Ghon

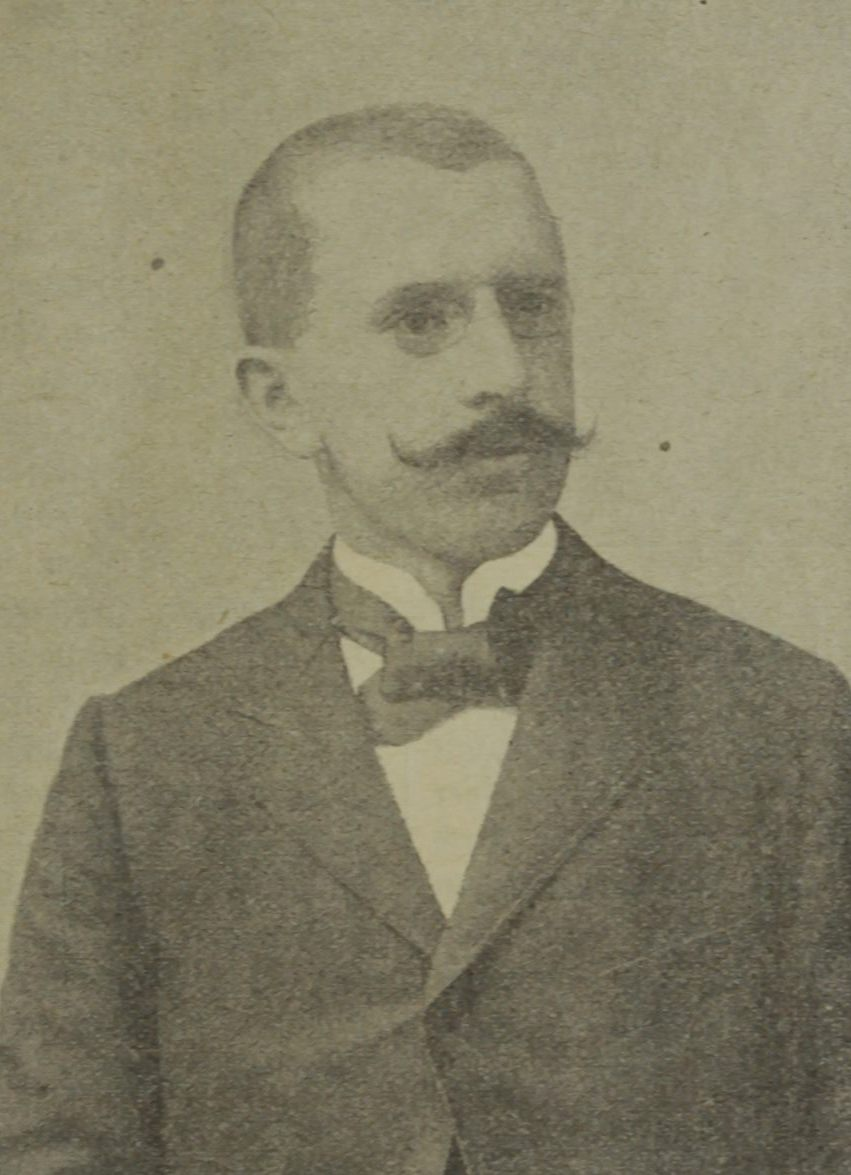
Anton Ghon

Anton Ghon (* 1. Jänner 1866 in Villach; † 23. April 1936 in Prag, Tschechoslowakei) war ein österreichischer Anatom und Bakteriologe. Weltweit bekannt wurde Ghon durch seine Forschungen zur Tuberkulose (Ghon-Komplex). 

## Leben
Anton Ghon studierte von 1884 bis 1890 Medizin an der Universität in Graz. 1890 arbeitete er als Volontär an der Dermatologischen Klinik in Wien, 1892 war er Aspirant an der Prosektur der Krankenanstalt Rudolfstiftung. 1893 wirkte er als Demonstrator an der Lehrkanzel für Pathologische Histologie und Bakteriologie und ab 1894 als Assistent von Anton Weichselbaum am Pathologisch-anatomischen Institut der Universität Wien. 1897 gewann Ghon als Mitglied der österreichischen Kommission zum Studium der Pest in Bombay wichtige Erkenntnisse über Ätiologie, Pathologische Anatomie und Epidemiologie dieser Krankheit. Dafür wurde er 1901 für den Nobelpreis nominiert. 1899 habilitierte sich Anton Ghon in Wien, 1902 wurde er zum außerordentlichen Professor ernannt. 1910 folgte schließlich der Ruf zum Nachfolger von Richard Kretz (1865–1920) als ordentlichen Professor an die Deutsche Universität Prag, an der er bis 1935 wirkte.
1910 heiratete Anton Ghon in Wien Karoline Illatz.  Ghon starb kurz nach seiner Emeritierung in Prag und wurde in der Familiengruft in seiner Geburtsstadt Villach beigesetzt.

## Wirken

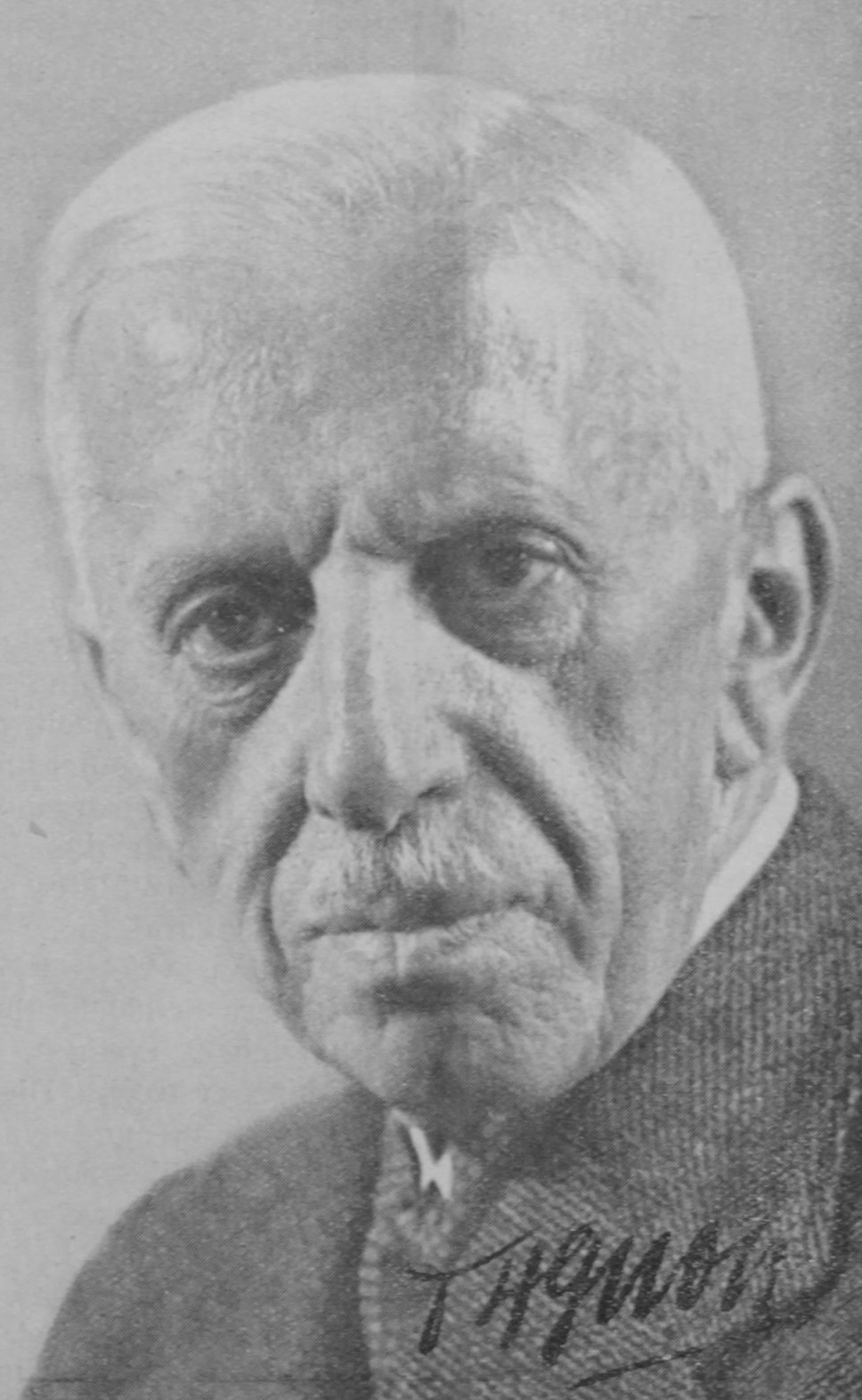
Anton Ghon, um 1936

Ghon verband bakteriologische und anatomisch-histologische Methoden zur Erforschung von gramnegativen Diplokokken, der Erreger von Influenza und Gasbrand (der Bazillus oedematis maligni erhielt den Namen Ghon-Sachs-Bazillus) sowie der Tuberkulose. Der Infektionsweg und die Reinfektion der Tuberkulose wurden von ihm und seinen Schülern bahnbrechend untersucht. Weitere Forschungsgebiete Ghons waren das Lymphosarkom sowie Meningokokken und die mit diesen verbundenen Krankheiten.

## Auszeichnungen
- 1898: Goldenes Verdienstkreuz mit der Krone[7]
- 1899: Korrespondierendes Mitglied der Akademie der Wissenschaften in Wien[5]
- 1901: Drei Nominierung für den Medizinnobelpreis[1]
- 1936: Ehrenbürger der Stadt Villach[8]